# Tajemnica służbowa
Tajemnica służbowa – termin prawny, który w prawie polskim był zdefiniowany w ustawie z dnia 22 stycznia 1999 r. o ochronie informacji niejawnych, a zniesiony został ustawą z dnia 5 sierpnia 2010 r. o ochronie informacji niejawnych. Oznaczał on informację niejawną niebędącą tajemnicą państwową, uzyskaną w związku z czynnościami służbowymi albo wykonywaniem prac zleconych, której nieuprawnione ujawnienie mogłoby narazić na szkodę interes państwa, interes publiczny lub prawnie chroniony interes obywateli albo jednostki organizacyjnej (art. 2 pkt 2).
Dokumenty lub materiały zawierające tajemnicę służbową były oznaczane klauzulami: poufne i zastrzeżone w zależności od stopnia ważności tych informacji.

## Wcześniejsze definicje
Po II wojnie światowej termin pojawił się po raz pierwszy w dekrecie z dnia 26 października 1949 r. o ochronie tajemnicy państwowej i służbowej. Oznaczał wiadomości, dokumenty lub inne przedmioty, które ze względu na dobro służby mogą być udostępnione wyłącznie osobom do tego uprawnionym.
W latach 1970–1983 obowiązywała definicja zawarta w Kodeksie karnym według której tajemnicą służbową była wiadomość, z którą pracownik zapoznał się w związku ze swoją pracą w instytucji państwowej lub społecznej, a której ujawnienie osobom nieuprawnionym mogło narazić na szkodę społecznie uzasadniony interes.
Przed wejściem w życie ustawy o ochronie informacji niejawnych (10 marca 1999 r.) obowiązywała definicja tajemnicy służbowej zawarta w ustawie z dnia 14 grudnia 1982 r. o ochronie tajemnicy państwowej i służbowej, w której tajemnicę służbową określono jako wiadomość nie stanowiącą tajemnicy państwowej z którą pracownik zapoznał się w związku z pełnieniem swoich obowiązków w państwowej, spółdzielczej lub społecznej jednostce organizacyjnej, a której ujawnienie mogło narazić na szkodę interes społeczny, uzasadniony interes tej jednostki lub obywatela. Materiały mogły być oznaczone jedynie klauzulą poufne, nie istniała klauzula zastrzeżone.